# Matthew Barlow
Pour les articles homonymes, voir Barlow.
Matthew Barlow (dit Matt Barlow, né le 10 avril 1970 à Biloxi dans l'État du Mississippi) est un chanteur de heavy metal américain.
Il est connu pour être le chanteur du groupe Iced Earth qu'il a rejoint après la tournée promotionnelle européenne de l'album Night of the Stormrider en remplacement de John Greely. Le premier album auquel il participe est Burnt Offerings en 1995.
Barlow quitte le groupe en 2003, selon lui en raison des attentats du 11 septembre 2001 qui ont éveillé en lui la volonté de contribuer au monde réel plutôt que de vivre dans l'illusion du rock. Toutefois, Jon Schaffer (au courant de ses projets depuis fin 2002), ne le laisse quitter le groupe qu'après l'enregistrement de l'album The Glorious Burden, du moins c'était son but. Mais Matt ne réussit pas à obtenir le résultat espéré par Jon, et il quitte donc Iced Earth. Le groupe engage ensuite Tim Owens, ex-chanteur du groupe Judas Priest pour le remplacer. C'est lui qui chantera sur The Glorious Burden.
Barlow fut ensuite officier de police dans la ville de Georgetown. Il chantait également dans le groupe First State Force Band, composé uniquement de représentants de l'ordre de différents départements de l'État du Delaware. Le groupe se produit dans des écoles, dispensant des messages tels que "Say no to drugs", "Stay away from violence", "Respect your parents, teachers, yourselves, others and life" par la musique.
Matthew Barlow rejoint ensuite le groupe Pyramaze en remplacement de Lance King.
Barlow a réintégré Iced Earth en décembre 2007, et a depuis enregistré l'album The Crucible of Man (Something Wicked Part 2) paru en 2008.
Il quittera le groupe une nouvelle fois en 2011. Il sera remplacé par Stu Block.
Plus tard, le 16 juin 2012 Barlow annonce via facebook qu'il rejoint le groupe Ashes of Ares avec l'ex-bassiste d'Iced Earth Freddie Vidales et le batteur de Nevermore, Van Williams. L'album sort en 2013, annoncé par un teaser de quelques minutes.

## Sources
- (en) Cet article est partiellement ou en totalité issu de l’article de Wikipédia en anglais intitulé « Matt Barlow » (voir la liste des auteurs).